# Christof Weinhardt
Christof Weinhardt (* 26. April 1961) ist Professor am Karlsruher Institut für Technologie an den Instituten Informationswirtschaft und -management (IISM) sowie Karlsruhe Service Research Institute (KSRI). Darüber hinaus ist er Direktor am FZI Forschungszentrum Informatik in Karlsruhe.

## Leben
Von 1981 bis 1986 absolvierte er ein Studium zum Wirtschaftsingenieur in Karlsruhe. Anschließend promovierte er zum Dr. rer. pol. am Institut für Wirtschaftstheorie und Operations Research. Von 1989 bis 1994 habilitierte Weinhardt an der Justus-Liebig-Universität Gießen in BWL und VWL bei Professor Hans Ulrich Buhl. Das Thema lautete Financial Engineering und Informationstechnologie: innovative Gestaltung von Finanzkontrakten. Nach einem Jahr an der Universität Bielefeld als Professor für Quantitative BWL hatte er von 1995 bis 2000 an der Universität Gießen eine Professur für BWL-Wirtschaftsinformatik und anschließend seit 2000 an der Universität Karlsruhe für Informationsbetriebswirtschaftslehre. Christof Weinhardt ist zudem seit 2010 Sachverständiges Mitglied der  Enquete-Kommission „Internet und digitale Gesellschaft“ sowie Prodekan für Forschung an der Fakultät für Wirtschaftswissenschaften des Karlsruher Instituts für Technologie. 
Zusammen mit Stefan Jähnichen war er Leiter der Smart-Data-Begleitforschung des Bundesministerium für Wirtschaft und Energie.

## Forschung
Seine Forschungsinteressen liegen in informationswirtschaftlichen Themen speziell im Market Engineering. Dazu gehören unter anderem Themen wie eServices, Prognosemärkte sowie Energiemärkte der Zukunft.

## Werke (Auswahl)
- C. Weinhardt, C. Holtmann: E-Commerce-Netze, Märkte, Technologien, Physica Verlag, Heidelberg 2002, ISBN 978-3790815252.
- C. Weinhardt, M. Koerner, P. Bruhns, D. Hübner, C. Waschbüsch: Prozeßorientiertes IT-Kostenmanagement in Banken, State of the art, Trends, Strategien., Fachverlag Moderne Wirtschaft, Frankfurt am Main 1999, ISBN 978-3980581271.
- C. Weinhardt, Hermann Meyer zu Selhausen, M. Morlock: Informationssysteme in der Finanzwirtschaft, Springer, Berlin/Heidelberg 1998, ISBN 9783540650218.
- C. Weinhardt: Financial Engineering und Informationstechnologie – Innovative Gestaltung von Finanzkontrakten mit Informationssystemen. Gabler Verlag 1995, ISBN 978-3409131933.
- Preisinformation in der Theorie der Ungleichheits- und Wohlfahrtsmessung, Hain Verlag, Frankfurt am Main 1990, ISBN 3-445-09821-2.